# Cévennes
Cevennes (tiếng Occitan: Cevenas) là một dãy núi ở miền Trung, Đông nam nước Pháp, thuộc các tỉnh là Ardèche, Gard, Hérault và Lozère. Cevennes kéo dài từ Montagne Noire tới Monts du Vivarais và là một phần của khu vực Khối núi Trung tâm. Điểm cao nhất ở Cevennes là đỉnh Mont Lozère (1702m). Khu vực có sông Loire và sông Allier, và nhiều nhánh sông nhỏ như: Ardèche, Chassezac, Cèze, Vidourle, Hérault, Dourbie.. cùng với nhiều thung lũng ngoạn mục như Gorges de la Jonte (hẻm núi sông Jonte) và Gorges du Tarn (hẻm núi sông Tarn)
Đây là phần thuộc Vườn quốc gia Cevennes (tiếng Pháp: Parc des Cevennes) với hơn 200 loài thực vật cùng rất nhiều loài động vật quý hiếm bao gồm: Heo rừng, hươu, kền kền.. Vườn quốc gia này được thành lập vào năm 1970 và là khu dự trữ sinh quyển vào năm 1985.
Các làng mạc và thị trấn trong khu vực là một dấu vết về ảnh hưởng của đạo Tin Lành, cùng với cảnh quan văn hóa nông nghiệp thế kỷ 11, đất đai được sử dụng hợp lý và không hề bị ảnh hưởng, với những thửa ruộng bậc thang trồng ô liu, những trang trại nuôi cừu, các công trình nhà ở được xây dựng hoàn toàn bằng đá. Cùng với cảnh quan văn hóa nông nghiệp ở Causse, cảnh quan văn hóa nông nghiệp ở Cevennes là một phần của di sản cảnh quan văn hóa nông nghiệp Địa Trung Hải được UNESCO công nhận là di sản thế giới vào năm 2011.

## Hình ảnh

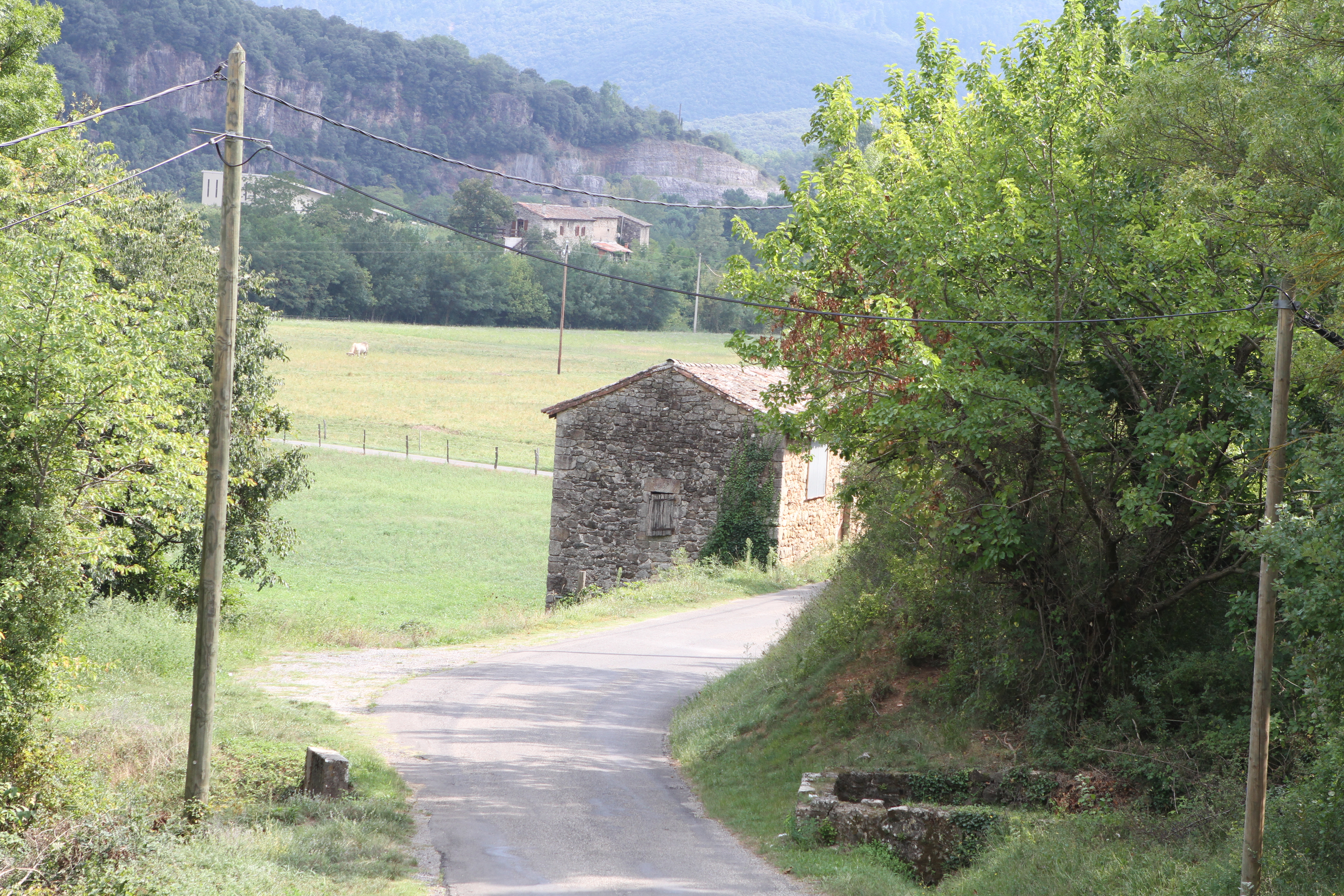
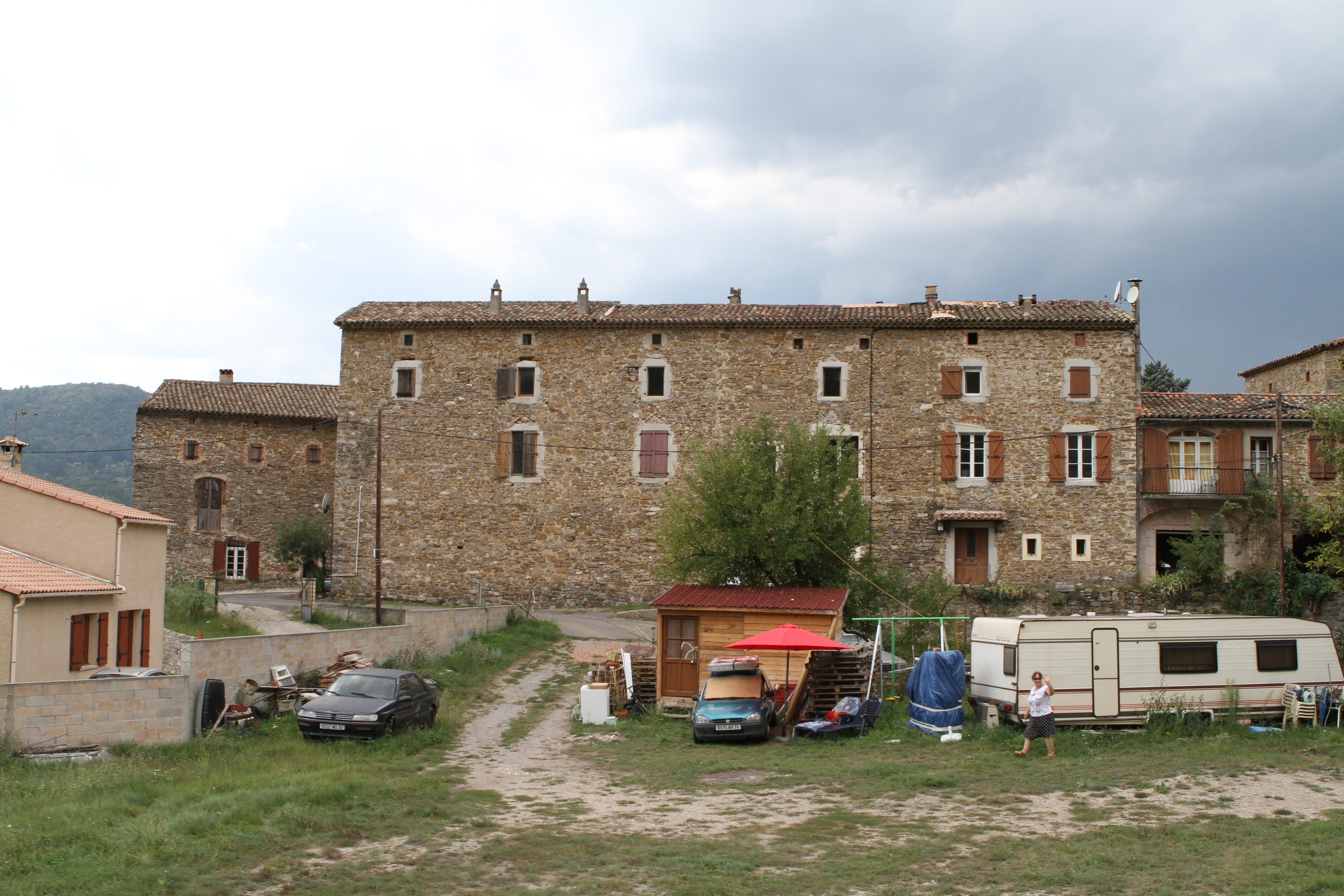
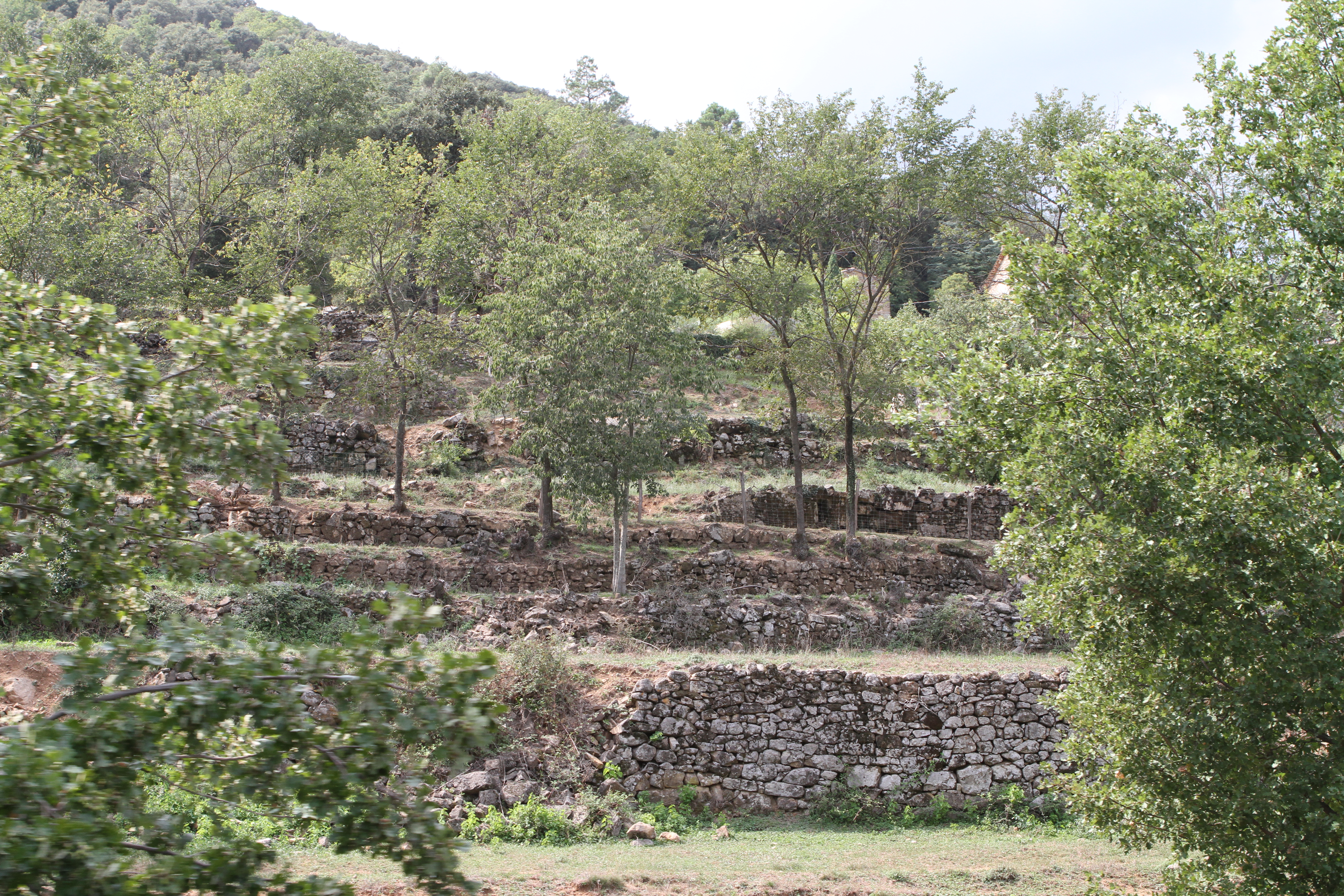
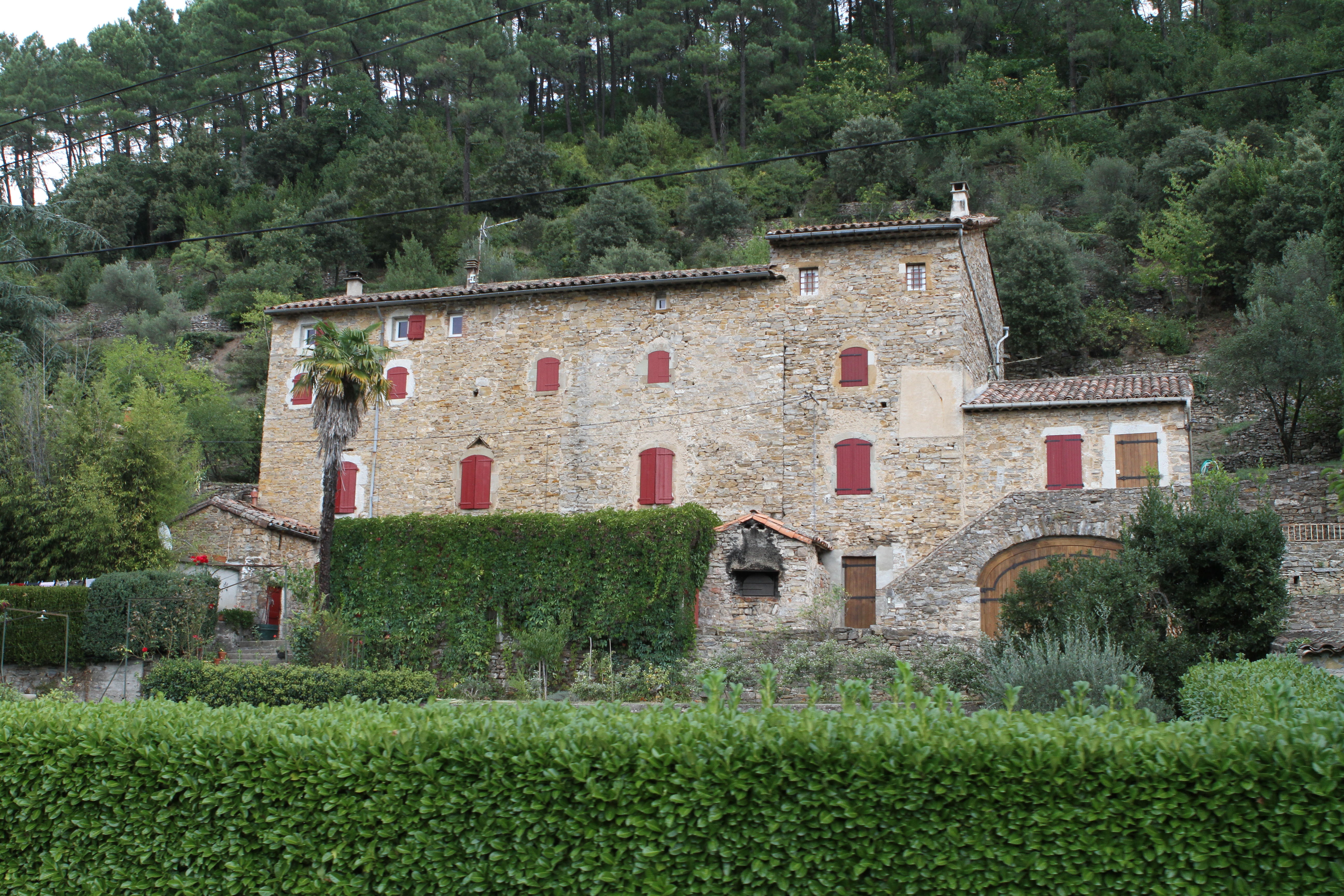